# Spathoglottis confusa
Spathoglottis confusa är en orkidéart som beskrevs av Johannes Jacobus Smith. Spathoglottis confusa ingår i släktet Spathoglottis och familjen orkidéer. Inga underarter finns listade i Catalogue of Life.